# لویی رنو

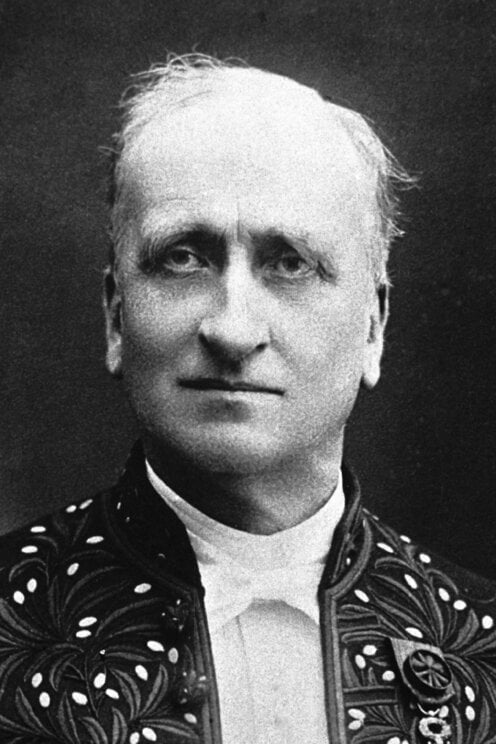
لویی رنو

لویی رنو (۲۱ مه ۱۸۴۳–۸ فوریه ۱۹۱۸) حقوق‌دان و معلم اهل فرانسه و به‌همراه ارنستو مونتا، برنده جایزه صلح نوبل سال ۱۹۰۷ می‌باشد.

## زندگی‌نامه
رنو در آتون متولد شد. از سال ۱۸۶۸ تا ۱۸۷۳ رنو استاد فرهنگ رم باستان و قانون تجاری در دانشگاه دیژون بود. از سال ۱۸۷۳ تا زمان مرگ وی پروفسور در دانشکده حقوق دانشگاه پاریس بود و در سال ۱۸۸۱ پروفسور حقوق بین‌الملل شد. در سال ۱۸۹۰، او به عنوان وزیر امور خارجه منصوب شد و موظف شد تا سیاست خارجی فرانسه را با توجه به قوانین بین‌المللی مورد بررسی قرار دهد. او در کنفرانس‌های متعددی در این زمینه شرکت کرد، به ویژه در دو کنوانسیون لاهه (۱۸۹۹ و ۱۹۰۷) و کنفرانس نیروی دریایی لندن (۱۹۰۸)